# Hibike! Euphonium
Hibike! Euphonium (japonsky 響け! ユーフォニアム, Hibike! Júfoniamu) je japonská románová série, kterou napsala Ajano Takedová. Nakladatelství Takaradžimaša ji poprvé vydalo v roce 2013 a za tu dobu vzniklo dalších 11 dílů, poslední z nich byly vydány v roce 2019. Příběh se odehrává v Udži v Kjótské prefektuře a zaměřuje se na hudební klub Střední školy Kitaudži, jehož koncertní kapela se díky přísnému vedení nově jmenovaného poradce neustále zlepšuje.
Příběh byl také zpodobněn v Hamiho ilustrované manga adaptaci, která vycházela od listopadu 2014 do října 2015 na stránce Kono manga ga sugoi! Web. V letech 2015 a 2016 vyrobila společnost Kyoto Animation dvě řady stejnojmenné televizní anime adaptace. V dubnu 2018 měl premiéru animovaný celovečerní film s názvem Liz to aoi tori, který se zaměřuje na dvě postavy z filmu Hibike! Euphonium. Další filmová adaptace, Gekidžóban Hibike! Euphonium: Čikai no Finale, měla premiéru v Japonsku v dubnu 2019. Byl také oznámen nový animovaný projekt zaměřený na postavu Kumiko ve třetím ročníku střední školy.